# Athabaskische talen

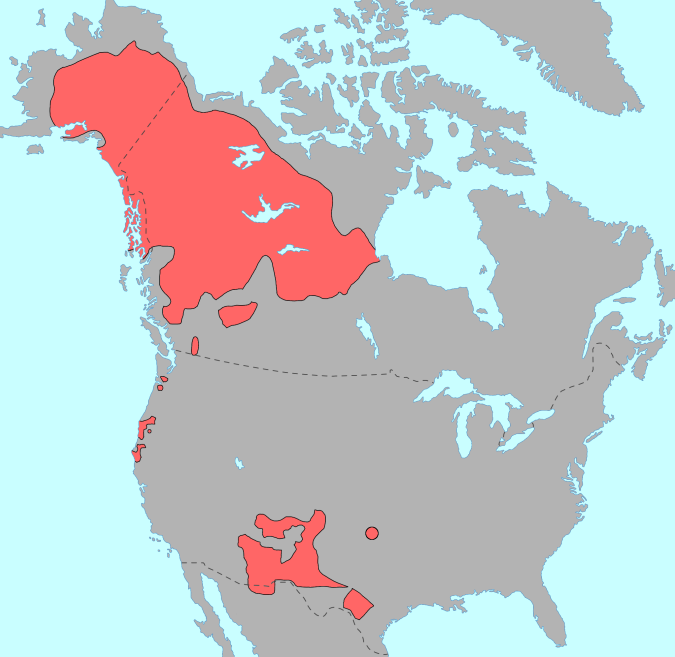
Omvang van het Na-Denétaalgebied voor de komst van de Europeanen (Athabaskisch+Eyak+Tlingit).

De Athabaskische talen, een subgroep van de Na-Denétalen, vormen een van de grootste indiaanse taalfamilies in Noord-Amerika. De familie omvat ca. 40 talen die worden gesproken door in totaal ca. 180.000 mensen in Alaska, het noordwesten van Canada en het zuidwesten en de westkust van de Verenigde Staten. Het bekendste en belangrijkste lid van deze groep is het in het zuiden van de Verenigde Staten gesproken Navajo, dat met ca. 150.000 moedertaalsprekers veruit de grootste inheemse taal is van Noord-Amerika ten noorden van Mexico. Ook de talen van de Apache behoren tot deze groep.
Samen met het thans uitgestorven Eyak vormt de Athabaskische taalfamilie de Athabaskisch-Eyaktalen, die vervolgens weer samen met Tlingit de Na-Denétalen vormen. Vroegere taalkundigen zoals Edward Sapir rekenden ook het Haida tot deze familie, een taal die tegenwoordig als isolaat geclassificeerd wordt.
Het woord "Athabaskisch" (Engels: Athabaskan, Athabascan, Athapaskan of Athapascan) is een verengelste versie van Ayabaska ("Plaats waar hier en daar een hoeveelheid hoog gras is"), een Cree-naam voor het Athabascameer. 
De Athabaskische talen zijn polysynthetische talen en zijn notoir moeilijk om te leren. Vooral de werkwoordsvorming geldt als zeer gecompliceerd.
Michael Krauss is een Amerikaans taalkundige die de Na-Denétalen uitvoerig bestudeerd heeft.

## Stamboom
Hieronder wordt de traditionele classificatie van de Athabaskische taalfamilie weergegeven, in drie subgroepen:
- Noord-Athabaskisch (gesproken in Alaska en Canada).
- Pacifisch Athabaskisch (gesproken langs de Pacifische kust in Oregon en Californië).
- Zuid-Athabaskisch of Apacheaans (gesproken in het Zuidwesten van de Verenigde Staten door de Apache en Navajo).

Deze indeling is gebaseerd op de geografische verspreiding van de talen en niet op verwantschap. Alleen de Zuid-Athabaskische talen vormen een onomstreden genealogische subgroep. Er zijn recent verschillende voorstellen gedaan voor een genealogische indeling van de Athabaskische talen, maar geen van deze voorstellen geniet veel steun. Het aantal sprekers van de levende talen is weergegeven tussen haakjes.
| Noord-Athabaskisch - Centraal-Alaskaans - Deg Xinag (40) - Gwich’in (300) - Hän (12) - Holikachuk (12) - Koyukon (300) - Kolchan (40) - Hoog-Tanana (100) - Laag-Tanana (30) - Noord-Tutchone (200) - Tanacross (65) - Zuid-Tutchone (200) - Centraal-Brits-Columbiaans - Babine-Witsuwit'en (50) - Carrier (1000) - Chilcotin (2000) - Nicola † - Kwalhioqua-Clatskanie † - Noordwest-Canadees - Dene Suline (11.895) - Dogrib (2.110) - Dunneza (300) - Sekani (35) - Slavey - Noord-Slavey (1.030) - Zuid-Slavey (2.890) - Tahltan-Tagish-Kaska - Kaska (400) - Tagish (2) - Tahltan (35) - Sarsi (50) - Tsetsaut † - Zuid-Alaskaans - Ahtna (80) - Dena'ina (75) |  | Pacifisch Athabaskisch - Californië-Athabaskisch - Eel River † - Hupa (64) - Mattole † - Oregon-Athabaskisch - Galice-Applegate † - Rogue River † - Tolowa (4) - Upper Umpqua † |  | Zuid-Athabaskisch - Oostelijk Apache - Jicarilla (812) - Lipan † - Plains Apache † - Westelijk Apache - Chiricahua-Mescalero - Chiricahua (279) - Mescalero - Navajo (178.000) - Westelijk Apache (12.693) |